# آکسای، استان روستوف
شهر آکسای، استان روستوف (به روسی: Аксай) در کشور روسیه و در استان روستوف واقع شده‌است.